# 馬爾維克
馬爾維克（挪威語：Malvik）是挪威特倫德拉格郡的一個市镇，行政中心为霍默爾維克村。市镇面积为168平方公里，人口数量为14,148人（2020年），人口密度为每平方公里87.4人。